# Séranvillers-Forenville
Séranvillers-Forenville è un comune francese di 318 abitanti situato nel dipartimento del Nord nella regione dell'Alta Francia. Esso è nato nel 1964 dalla fusione dei comuni di Séranvillers e di Forenville.

## Società

### Evoluzione demografica
Abitanti censiti